# ウード2世 (ブロワ伯)

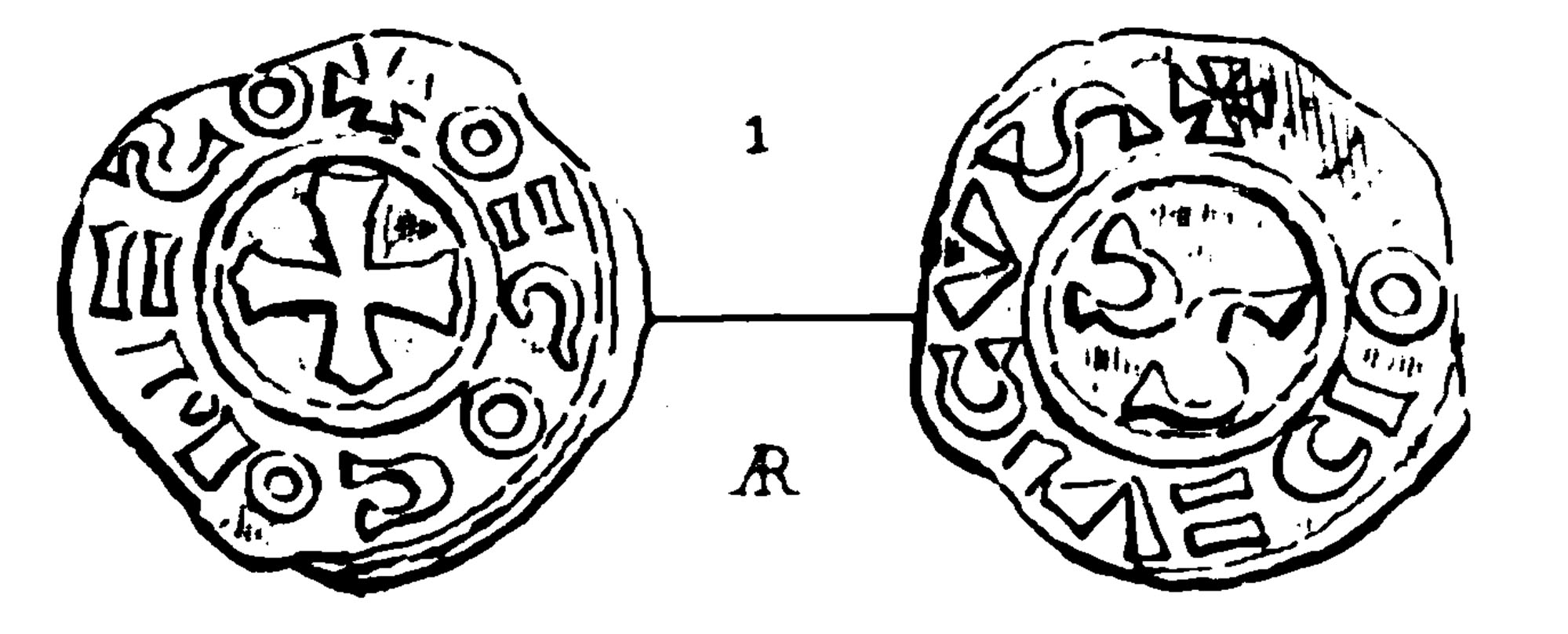
ウード2世のコイン

ウード2世（フランス語：Eudes II, 983年 - 1037年11月15日）は、ブロワ伯、シャルトル伯、シャトーダン伯、ボーヴェ伯およびトゥール伯（在位：1004年 - 1037年）。トロワ伯（ウード4世）およびモー伯（ウード1世）（在位：1022年 - 1037年）。1024年以降にイタリア王に、1032年以降にブルグント王の位を狙った。

## 生涯
ウード2世はブロワ伯ウード1世とベルト・ド・ブルゴーニュの息子である。ウード2世の時代に初めてブロワとシャンパーニュが統一されたが、ウード2世は領土の併合のために隣接する領地の領主らとの戦いに明け暮れた。
1003年または1004年に、ウードはノルマンディー公リシャール1世の娘マティルドと結婚した。1005年にマティルドが子供がいないまま死去し、リシャール2世はマティルドの持参金（ドリュー伯領の半分）の返還を求めた。これをウードは拒否し、両者はこの問題に関して争った。最終的に、ウードの母ベルトと結婚したフランス王ロベール2世が、1007年に仲裁し、ウードがドル－城を保持する一方、リシャール2世が領地の残りを獲得した。ウードはすぐにオーヴェルニュ伯ギヨーム4世の娘エルマンガルドと再婚した。
1016年7月にポンルボイの戦いで、ウードはアンジュー伯フルク3世およびメーヌ伯エルベール1世に敗北し、すぐにトゥレーヌを侵略しようとした。1019年または1020年にヴェルマンドワ家のはとこトロワ伯エティエンヌ1世が嗣子なく死去し、ウードはトロワ、モーおよびシャンパーニュ全域を王の許可なく手に入れた。そこからルシー伯エブル1世、ランス大司教および上ロートリンゲン公ディートリヒ1世の領地を攻撃した。フランス王と神聖ローマ皇帝ハインリヒ2世の同盟により、ウードはランス伯領を大司教に渡さざるを得なかった。
ウードはロンバルディア貴族らにイタリア王位に就くことを提案された。しかし、フランス王との関係を悪化させないためにこの提案ははすぐに撤回された。1032年、ブルグント王ルドルフ3世の死に乗じてウードはブルグント王国を占領した。しかし、皇帝コンラート2世とフランスの新王アンリ1世の同盟に直面して撤退した。1037年、ウードはコンラート2世のイタリア不在を利用してロートリンゲン公国に侵入したが、バル＝ル＝デュックの戦いにおいてロレーヌ公ロートリンゲン公ゴツェロ1世の軍隊に敗れた後、敗走時に亡くなった。

## 子女
2番目の妃エルマンガルド・ドーヴェルニュとの間に以下の子女をもうけた。
- ティボー3世（1012年 - 1089年） - ブロワ伯領ほかウード2世の領地のほとんどを相続[1]
- エティエンヌ2世（1047年没） - シャンパーニュのモー伯領およびトロワ伯領を相続[1]
- ベルト（1005年頃 - 1080年頃） - ブルターニュ公アラン3世と結婚、メーヌ伯ユーグ4世と再婚[1][9]